# 조이 벨라돈나
조이 벨라돈나(영어: Joey Belladonna, 본명: 조지프 벨라르디니(Joseph Bellardini), 1960년 10월 13일 ~ )는 미국의 음악가, 작곡가, 작사가로 헤비메탈 밴드 앤스랙스의 보컬을 맡고 있다.